# Цешковский, Теодор
Теодор Леон Цешковский (пол. Teodor Leon Cieszkowski) — польский националист, революционер. Активный участник Польского восстания 1863 года. Подполковник, затем полковник повстанческих войск.

## Биография до восстания
Теодор Цешковский родился 30 марта 1833 года в деревне Охновка, (Волынская губерния, Российская империя) в семье Станислава Цешковского дворянского герба «Долэнга» и Генрики Цешковской (в девичестве Красинская герб Рогаля). Изучал медицину в Краковском университете. Тем не менее был отчислен и уехал в Италию, где в 1861 году был зачислен в Польскую военную школу в Кунео. В июле 1862 года, незадолго до ликвидации учебного заведения, вернулся в Краков, где и пробыл до начала восстания.

## Участие в восстании 1863 — 1864 годов
После начала восстания 1863 — 1864 годов Теодор Цешковский, находящийся в Кракове, 10 (22) января 1863 года присягнул на верность Национальному Правительству, был представлен к званию подполковника повстанческих войск и присоединился к отряду полковника Аполинария Куровского. Участвовал в Сражении за Сосновец, в ходе которого был ранен в руку, после чего был повышен в звании до полковника. Во время лечения в Кшешовице получил приказ Национального правительства сформировать собственный отряд. 
Во второй половине февраля 1863 года сформировал отряд из 200 человек и возглавил его. Вместе со своим новым отрядом он занял без боя занял Севеж, где получил подкрепление и продовольствие он направился в Козегловы, затем отряд также прошёл через деревню Каменица Польская, и вошел в Бляховню через часть местечка называемую «Тшепизоры». После недолгого отдыха Цешковский отправился в деревню Трусколасы.
Утром 14 (26) февраля 1863 года отряд появился в окрестностях местечка Панки. После занятия промышленного района Панков повстанцы разместились в домах рабочих, а также получили от них продовольствие и подкрепление из нескольких десятков рабочих и крестьян, ставших добровольцами. 14 (26) февраля 1863 года Цешковский провел сражение под Панками в котором потерял около 50 человек убитыми и ранеными, против всего 1 убитого и нескольких раненых у русских. Тем не менее в последний момент он сумел вывести свое подразделение с поля боя, чем спас его от полного разгрома. 
После сражения был вынужден 16 (28) февраля 1863 года отступить с отрядом из 300 человек в Мышкув, Цешковский сумел одержать победу в последующем 17 февраля (1 марта) 1863 года бою за местечко, понеся однако при этом значительные потери. Тем не менее, уже 18 февраля (2 марта) 1863 года отряд Цешковского покинул местечко в связи с приближением значительных сил регулярных войск под командованием генерала Шаховского, и, соединившись с отступающим после поражения под Малогощем отрядом генерала Мариана Лангевича принял участие в бою у Песковой Скалы. Затем, некоторое время пробыв со своим отрядом при штабе генерала Лангевича, 28 февраля (12 марта) 1863 года оставил Гощу и вместе с отрядом, возросшим в численности до 500 человек, уже на следующий день без боя занял Пётркув-Трыбунальски. 
Уже 2 (14) марта 1863 года отряд Цешковского разоружил незначительный охранный гарнизон из 8 человек и занял местечко Ново-Радомск, где повстанцы конфисковали около десятка лошадей и 6 000 рублей в местном казначействе. В тот же день из Ченстохова для разгрома мятежников Цешковского вышел отряд регулярных войск под командованием князя Багратиона. Из Олькуша с той же целью ранее выступил отряд генерала Шаховского. В сложной военной обстановке мятежники были вынуждены оставить Ново-Радомск и отступать на юго-восток. Отряду Цешковского при отступлении удалось разрушить железнодорожные мосты в местечках Лазы и Заверце, а также обрезать телеграфное сообщение между ними. Тем не менее это лишь ненадолго замедлило русских, и уже 10 (22) марта 1863 года в лесу у деревни Кузница-Маслоньска отряд майора Лео, находящийся при войсковой группе князя Багратиона, нагнал и внезапно атаковал мятежников Цешковского, нанеся им значительные потери. В частности, в бою и при отступлении повстанцы потеряли убитыми, ранеными и пленными более 120 человек, против всего 17 убитых и раненых у русских; они были вынуждены также бросить обоз с оружием и продовольствием.
После чего остатки отряда Цешковского, все так же преследуемые регулярными войсками, направились к местечку Радошевице. Переправившись через несколько дней после поражения через реку Варта в местечке Дзялошин, они сожгли за собой мост, затем без боя заняли деревню Лисовице, где отряд был пополнен людьми и продовольствием и снова вырос в численности до 500 человек. В ночь на 15 (27) марта повстанцы вступили в Радашковице, где их принял местный войт Людвик Немоевский, сочувствующий восставшим. Штаб отряда Цешковского, как и сам командир, разместился в доме Немоевского. Тем не менее, в тот же день, около 10 часов утра, мятежники были атакованы отрядом регулярных войск под командованием майора Писанко в количестве 400 человек пехоты и 100 казаков. Понеся потери, повстанцы были вынуждены отступить в направлении Кельчиглува. Немоевский за поддержку мятежа и укрывательство раненых мятежников был взят под арест и позже на 12 лет сослан в Сибирь.
Уже 29 марта (10 апреля) 1863 Теодор Цешковский с конным отрядом из 28 человек попал в засаду эскадрона казаков у деревни Брошетин. Потеряв в ожесточенном бою 6 человек убитыми, мятежники попытались оторваться от преследования, в этот момент Цешковский был тяжело ранен в грудь пулей, выпущенной из  револьвера капитана Рафаловича, и вместе с еще двумя мятежниками взят в плен правительственными войсками. В тот же вечер Цешковский умер от ран в лазарете регулярных войск в деревне Лесняки-Хабельские. После гибели командира его повстанческое подразделение самораспустилось, одна часть мятежников разошлась по домам, вторая примкнула к другим повстанческим отрядам. 
Похоронен вместе с другими погибшими повстанцами 1 (13) апреля 1863 года в братской могиле в деревне Хабелица.

## Память
Указом президента Польской республики Игнация Мосцицкого от 21 января 1933 года посмертно награжден Крестом Независимости с Мечами.